# 接地抵抗計
接地抵抗計（せっちていこうけい）とは、接地された導体と大地間の電気抵抗を測定する機器のことである。

## 測定方式

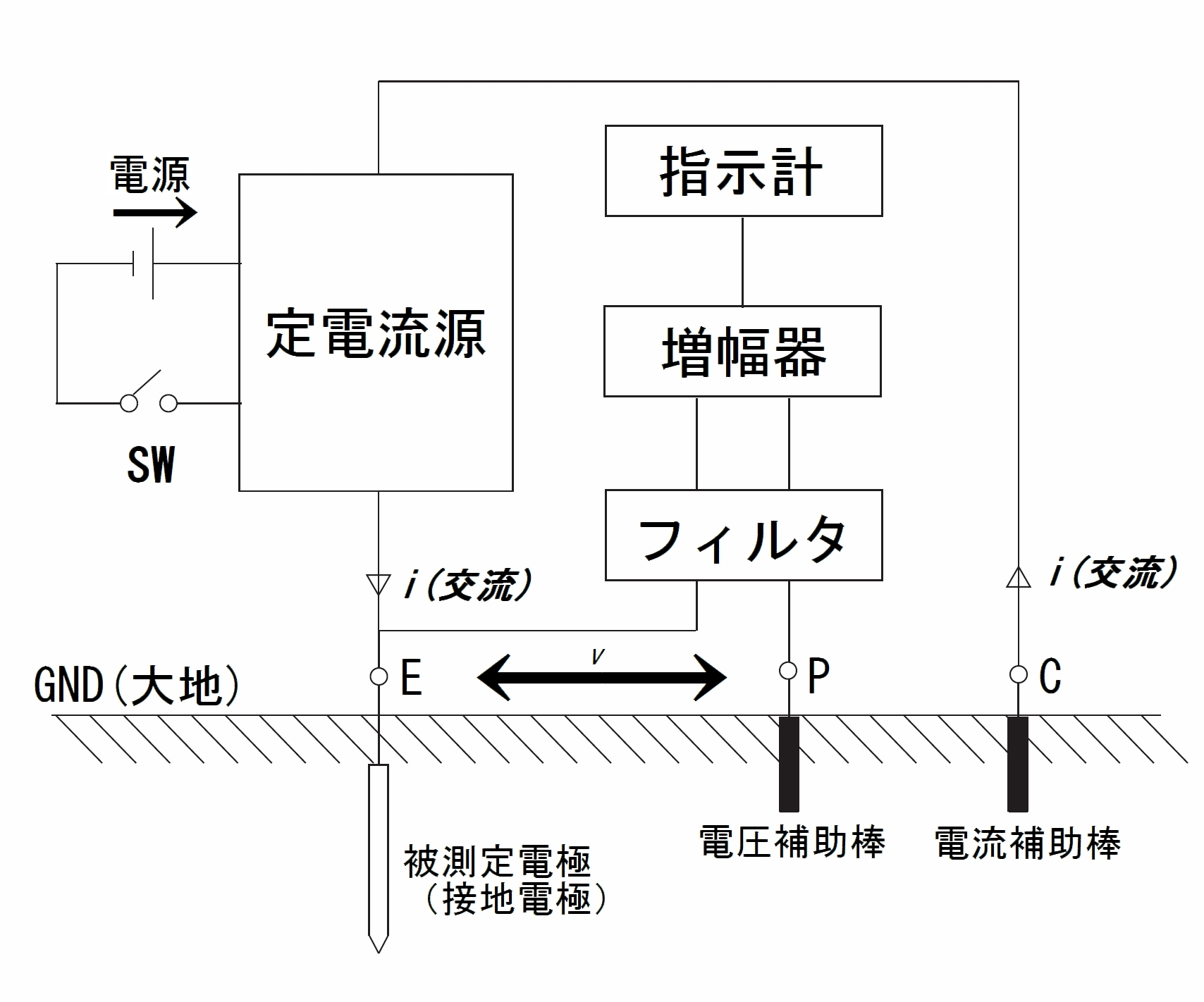
接地抵抗測定（標準的な測定）

被測定電極（接地電極（E））から電流補助棒（C）に一定の測定電流 i [A] を流すと、接地電極（E）と電圧補助棒（P）間の電圧 v [V] が分かる。接地電極（E）と電圧補助棒（P）間の電圧は抵抗に比例するので、抵抗で目盛った指示計により接地抵抗 R = v/i [Ω] を求められる。この測定方法を電圧降下式又は、定電流式の接地抵抗測定という。現在では、直読式接地抵抗計が一般的な接地抵抗の測定に、よく使用されている。接地電極（E）と電圧補助棒（P）間の電圧を測定電流で除して求めるが、計算は測定器内で自動的に行われる。電源は、電池からインバータで数10mA程度の定電流の交流を得ている。分極現象の防止、周波数の安定度や商用周波電流の誘導を避けるためなどから、当該測定器が流す測定電流の周波数は数100Hz（500Hz 程度以上）である。接地電極（E）と電圧補助棒（P）間の電圧は微小なので、増幅して指示計を動作させている。フィルタは迷走地電流の影響を除くためのものである。
これ以外の測定方法には、交流電位差計方式、コールラウシュブリッジ方式、大電流電位降下法、異周波交流電圧降下法、分流法などがある。電圧降下式や交流電位差計方式の当該測定器は、携帯用の接地抵抗計として用いられている。鉄道や変電所など大規模な接地を行った場合の接地抵抗を測定する場合は、大電流電位降下法、異周波交流電圧降下法、分流法などを採用する。

## 使用方法

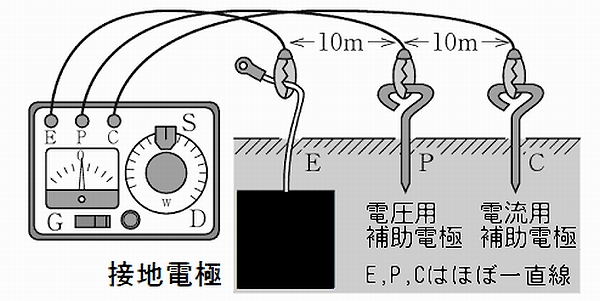
直読式接地抵抗計の標準的な使用方法（ダイヤル式）

接地抵抗計は、メーカーによってその取り扱いが異なるので、取扱説明書に従って使用する。ここに直読式接地抵抗計（ダイヤル式）の標準的な測定方法の一例を示す。別添図のダイヤル D を回して、検流計 G の指示が 0 のときの指標 S の読みが接地抵抗値である。補助電極は相互の影響を避けるため、測定する接地電極（E）と電圧補助棒（P）間、電圧補助棒（P）と電流補助棒（C）間は、それぞれ 10m 程度としている。電圧補助棒（P）の位置は接地電極（E）と 電流補助棒（C）の直線上が好ましいが、30°程度までは許容できるとされている。各補助接地棒は、20cm 以上地中に打ち込めばよく、その接地抵抗は 500Ω 程度以下ならば誤差は無視できるほどに非常に小さい。

### 接地抵抗の測定手順（3極法）
通常の測定方法は「被測定接地極（E）、電圧補助接地棒（P）、電流補助接地棒（C）」の3極が用いられることから、3極法と呼ばれる。下記に直読式接地抵抗計（ダイヤル式）の測定手順の一例を示す。
1. 測定しようとする接地電極（E）から10m程度離して電圧補助棒（P）を打ち込む。
2. 電圧補助棒（P）から10m程度離して電流補助棒（C）をほぼ一直線になるように打ち込む。
3. できれば、被測定接地極の接地線を接地機器の接地端子から外す。（地電圧対策）
4. 接地抵抗計のE（接地）端子のリード線を被測定接地極（E）に接続する。
5. 電圧補助棒（P）のリード線を接地抵抗計のP（電圧）端子に接続する。
6. 電流補助棒（C）のリード線を接地抵抗計のC（電流）端子に接続する。
7. 電池チェックのため、接地抵抗計の切り替えスイッチを電池チェック「B」にする。
8. 接地抵抗計の測定ボタンを押す。
9. 接地抵抗計の指針が目盛板の「CHECK（BATT）」枠内にあることを確認（電池正常）する。
10. 接地抵抗計の切り替えスイッチを地電圧測定「V」にして地電圧の有無を確かめる。
11. 地電圧が取扱説明書指定値以上の場合には、接地電極（E）を電気配線から切り離なすか、配線のスイッチを切るなどして地電圧を取扱説明書指定値以下に（なるべく低く）する。
12. 接地抵抗計の切り替えスイッチを接地抵抗測定「Ω」にする。
13. 接地抵抗計の測定ボタンを押す。
14. 測定ボタンを押しながら、接地抵抗計のダイヤル D を回し、検流計 G の指針が 0 になるようにバランスをとる。
15. 接地抵抗計のダイヤル D の指標 S の読みが接地抵抗値となる。
16. 測定値を記録する。

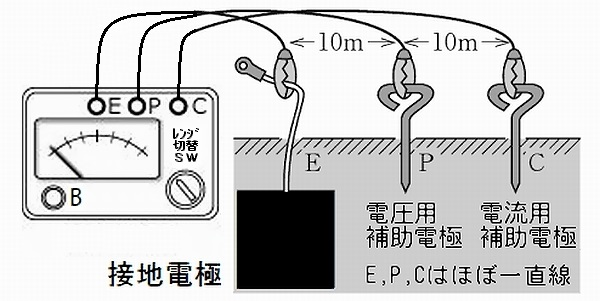
接地抵抗計の標準的な使用方法（アナログ表示式）

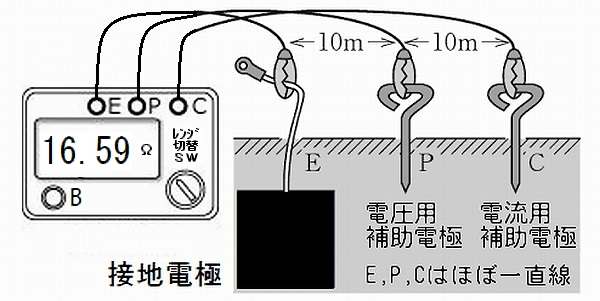
接地抵抗計の標準的な使用方法（デジタル表示式）

2017年1月現在では、直読式接地抵抗計（ダイヤル式）の他に接地抵抗計（アナログ表示式）と接地抵抗計（デジタル表示式）も一般に普及している。下記に接地抵抗計（アナログ表示式）と接地抵抗計（デジタル表示式）の測定手順の一例を示す。
1. 測定しようとする接地電極（E）から10m程度離して電圧補助棒（P）を打ち込む。
2. 電圧補助棒（P）から10m程度離して電流補助棒（C）をほぼ一直線になるように打ち込む。
3. できれば、被測定接地極の接地線を接地機器の接地端子から外す。（地電圧対策）
4. 接地抵抗計のE（接地）端子のリード線を被測定接地極（E）に接続する。
5. 電圧補助棒（P）のリード線を接地抵抗計のP（電圧）端子に接続する。
6. 電流補助棒（C）のリード線を接地抵抗計のC（電流）端子に接続する。
7. 電池チェックのため、接地抵抗計のレンジ切替スイッチを電池チェック「BATT CHECK」にする。（電池チェックレンジがあれば。）
8. 接地抵抗計の測定ボタンを押す。
9. 接地抵抗計の指針が目盛板の「CHECK（BATT）」枠内にあることを確認（電池正常）する。
10. 接地抵抗計のレンジ切替スイッチを地電圧測定「EARTH VOLTAGE」にして地電圧の有無を確かめる。
11. 地電圧が取扱説明書指定値以上の場合には、接地電極（E）を電気配線から切り離なすか、配線のスイッチを切るなどして地電圧を取扱説明書指定値以下に（なるべく低く）する。
12. 接地抵抗計のレンジ切替スイッチで最適な測定レンジを選択する。
13. 接地抵抗計の測定ボタン B を押す。
14. 接地抵抗計の表示が接地抵抗値となる。
15. 測定値を記録する。

### 接地抵抗の測定手順（補助接地網による測定）

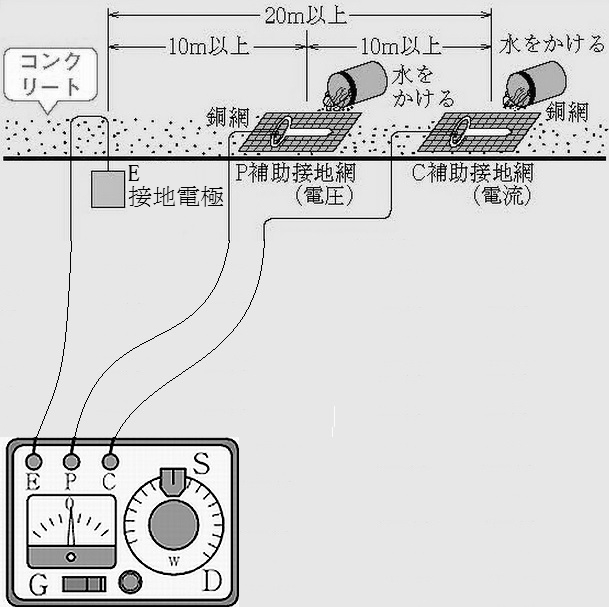
接地抵抗計の使用方法（補助接地網による測定）

接地抵抗の測定に際し、地表がコンクリート舗装、砂れき、岩盤などで補助接地棒が打ち込めない場合には、測定周波数の高い接地抵抗計を用いて、棒の代わりに補助接地網（補助裸銅網）（例：30cm四方の大きさで銅糸で編んだ網）を用いる方法がある。一般に、この方法では、地表がコンクリートの場合は測定できることが多いが、アスファルトのようなときは困難といえる。また、岩石粒や砂地（補助接地棒を金網を通して差し込む。）の所などでは、この方法を用いると良い。下記に測定手順の一例を示す。
1. 測定しようとする接地電極（E）から10m程度離して補助接地網（P）を地表に密着させて敷く。
2. 補助接地網（P）から10m程度離して補助接地網（C）をほぼ一直線になるように地表に密着させて敷く。
3. 地表に敷いた補助接地網（P）、補助接地網（C）の上に電圧補助棒（P）と電流補助棒（C）を、それぞれ横にして置く。（砂地のところでは、補助接地棒は補助接地網を通して、差し込む。）
4. それぞれの補助接地網に水をかける。
5. できれば、被測定接地極の接地線を接地機器の接地端子から外す。（地電圧対策）
6. 接地抵抗計のE（接地）端子のリード線を被測定接地極（E）に接続する。
7. 電圧補助棒（P）のリード線を接地抵抗計のP（電圧）端子に接続する。
8. 電流補助棒（C）のリード線を接地抵抗計のC（電流）端子に接続する。
9. 電池チェックは3極法に同じである。
10. 地電圧チェックも3極法に同じである。
11. 接地抵抗測定操作も3極法に同じである。

### 接地抵抗の測定手順（簡易測定法）

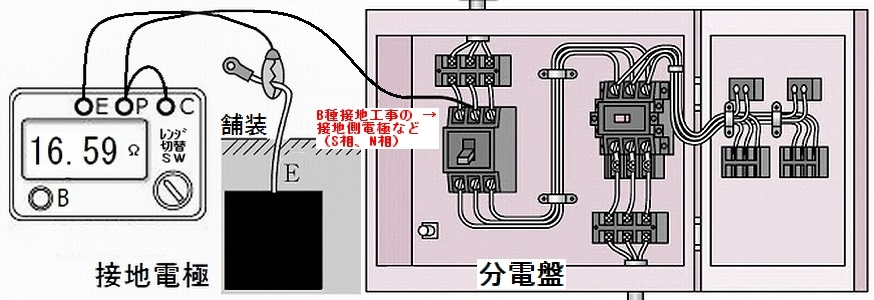
接地抵抗計の使用方法（簡易測定法）

簡易接地抵抗測定法とは、接地抵抗値が既にわかっている接地極を用いて、被測定接地極の接地抵抗値を測定する方法をいう。この方法は、既設接地極と被測定接地極とにより、接地抵抗値を測定することから、2極法ともいい、D種接地工事の接地抵抗を測定する場合に用いられる。被測定接地極（D種接地工事の接地極）の周囲が舗装されているときなど、補助接地棒が打つことが困難で補助接地網が使用できない場合に、この方法を用いると良い。下記に簡易測定法による測定手順の一例を示す。
1. 接地抵抗計のP（電圧）端子とC（電流）端子を短絡する。
2. 接地抵抗計のP端子とC端子を短絡したリード線を接地抵抗のわかっているB種接地工事の接地極（例：単相3線式の中性線N相、低圧側動力の配線用遮断器電源側S相）や避雷針の接地極（落雷に注意する。）に接続する。
3. 接地抵抗計のE端子を被測定接地極（D種接地工事の接地極）に接続する。
4. 電池チェックは3極法に同じである。
5. 地電圧チェックも3極法に同じである。
6. 接地抵抗計の切り替えスイッチを接地抵抗測定「Ω」にする。
7. 接地抵抗計の測定ボタンを押す。
8. 測定ボタンを押しながら、接地抵抗計のダイヤル D を回し、検流計 G の指針が 0 になるようにバランスをとる。
9. 接地抵抗計のダイヤル D の指標 S の読みがB種接地抵抗値と被測定接地極（D種接地工事の接地極）の接地抵抗値の和となる。
10. 被測定接地極（D種接地工事の接地極）の接地抵抗値は、接地抵抗計の指標 S の読みから、B種接地抵抗値を差し引いて求める。
11. 被測定接地極（D種接地工事の接地極）の接地抵抗測定値を記録する。

下記に簡易測定法による接地抵抗計（アナログ表示式）と接地抵抗計（デジタル表示式）の測定手順の一例を示す。
1. 接地抵抗計のP（電圧）端子とC（電流）端子を短絡する。
2. 接地抵抗計のP端子とC端子を短絡したリード線を接地抵抗のわかっているB種接地工事の接地極（例：単相3線式の中性線N相、低圧側動力の配線用遮断器電源側S相）や避雷針の接地極（落雷に注意する。）に接続する。
3. 接地抵抗計のE端子を被測定接地極（D種接地工事の接地極）に接続する。
4. 電池チェックは3極法に同じである。
5. 地電圧チェックも3極法に同じである。
6. 接地抵抗計のレンジ切替スイッチで最適な測定レンジを選択する。
7. 接地抵抗計の測定ボタン B を押す。
8. 接地抵抗計の表示がB種接地抵抗値と被測定接地極（D種接地工事の接地極）の接地抵抗値の和となる。
9. 被測定接地極（D種接地工事の接地極）の接地抵抗値は、接地抵抗計の表示から、B種接地抵抗値を差し引いて求める。
10. 被測定接地極（D種接地工事の接地極）の接地抵抗測定値を記録する。